# Перевалов, Николай Григорьевич
Николай Григорьевич Перевалов - председатель Братского горисполкома в 1970-х годах, видный советский и партийный работник регионального уровня. Член КПСС с 1961 года.

## Биография
Николай Григорьевич Перевалов родился в крестьянской семье 25 апреля 1931 года в с. Нижняя Сарана Красноуфимского района Свердловской области. Трудовую деятельность начал в 1950 году мастером СМУ-2 треста «Нефтезаводмонтаж».
Затем работал в тресте «Иркутскалюминийстрой», где работал секретарем комитета ВЛКСМ треста, заместителем секретаря парткома треста в Шелехове, затем был переведен на работу заместителем заведующего отделом строительства Иркутского обкома КПСС.

### В Братске
С 1965 года жил и работал в Братске. Более пяти лет занимал пост второго секретаря Братского ГК КПСС. С 1971 по 1977 годы председатель Братского горисполкома. В 1977-1985 годах работал заместителем главного инженера «Братскгэсстроя».
С 1985 года - председатель контрольного органа Братской городской партийной организации, был избран членом контрольной комиссии Иркутской областной парторганизации.
Награждён двумя орденами Трудового Красного Знамени, медалью. Скончался 28 февраля 1991 года в возрасте 59 лет.